# Levantamiento (geología)

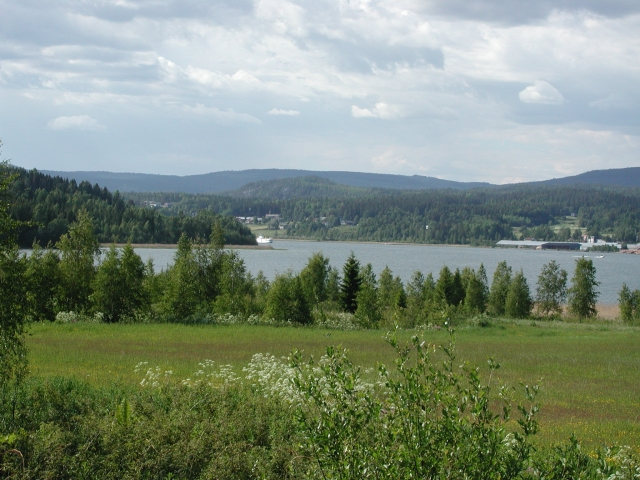
Vista de un golfo de la Costa Alta de Suecia, clasificada en la lista del Patrimonio de la Humanidad de la UNESCO por ser un área excepcional para la investigación de la isostasia y el rebote posglaciar.

En geología, un levantamiento[cita requerida] es la elevación del suelo en un área por efecto de fuerzas tectónicas o isostáticas. 
Las dos causas principales de las deformaciones positivas (hacia arriba) de un terreno son tanto el plegamiento, debido a empujes laterales del contenido de un geosinclinal, cuya consecuencia es la formación de un sistema montañoso; como al reajuste isostático debido a que todo un compartimiento de la corteza terrestre ha perdido una parte importante de su peso al fundirse el hielo de los inlandsis cuaternarios, Como sucedió en los acantilados de Dover[cita requerida] o bien por haber sufrido una erosión muy significativa.